# Gare de Makuhari
La gare de Makuhari (幕張駅, Makuhari-eki) est une gare ferroviaire de la ville de Chiba dans la préfecture éponyme au Japon. La gare est desservie par la ligne Chūō-Sōbu de la JR East.

## Situation ferroviaire
La gare de Makuhari est située au point kilométrique (PK) 52,6 de la ligne Chūō-Sōbu.

## Histoire
La gare a été inaugurée le 9 décembre 1894.

## Services aux voyageurs

### Accès et accueil
La gare dispose d'un bâtiment voyageurs, avec guichet, ouvert tous les jours.

### Desserte
- Ligne Chūō-Sōbu :
  - voies 1 et 2 : direction Funabashi, Shinjuku et Mitaka
  - voies 3 et 4 : direction Chiba